# NGC 5188
NGC 5188 est une galaxie spirale barrée située dans la constellation du Centaure. Sa vitesse par rapport au fond diffus cosmologique est de 2 699 ± 20 km/s, ce qui correspond à une distance de Hubble de 39,8 ± 2,8 Mpc (∼130 millions d'al). NGC 5188 a été découverte par l'astronome britannique John Herschel en 1834.
La classe de luminosité de NGC 5188 est II et elle présente une large raie HI. Elle renferme également des régions d'hydrogène ionisé. La luminosité de la galaxie NGC 5188 dans l'infrarouge lointain (de 40 à 400 µm)  est égale à 3,98 × 1010 {\displaystyle L_{\odot }} (1010,60{\displaystyle L_{\odot }}) et sa luminosité totale dans l'infrarouge (de 8 à 1 000 µm) est de 5,25 × 1010 {\displaystyle L_{\odot }} (1010,72{\displaystyle L_{\odot }}).
À ce jour, neuf mesures non basées sur le décalage vers le rouge (redshift) donnent une distance de 23,944 ± 4,815 Mpc (∼78,1 millions d'al), ce qui est nettement à l'extérieur des valeurs de la distance de Hubble. Notons que c'est avec la valeur moyenne des mesures indépendantes, lorsqu'elles existent, que la base de données NASA/IPAC calcule le diamètre d'une galaxie et qu'en conséquence le diamètre de NGC 5188 pourrait être d'environ 55,6 kpc (∼181 000 al) si on utilisait la distance de Hubble pour le calculer.